# Tonino Fradelloni
Antonio Fradelloni, detto Tonino (Cagliari, 26 luglio 1907 – Cagliari, 5 aprile 1982), è stato un calciatore italiano, di ruolo attaccante.

## Carriera
Terzo di quattro fratelli calciatori, veste per dieci anni la maglia del Cagliari, prendendo parte al primo campionato nazionale nella stagione 1928-1929 e mettendo a segno la prima rete nella gara di esordio.
Con i sardi conquista la Serie B al termine del campionato di Prima Divisione 1930-1931 e debutta tra i cadetti nella stagione 1931-1932; conta in totale 70 presenze e 12 reti in quattro campionati di Serie B.

## Palmarès

### Club

#### Competizioni regionali
- Seconda Divisione: 1

Cagliari: 1935-1936